# Galaxias argenteus
Espèce
Statut de conservation UICN

 VU  : Vulnérable
Galaxias argenteus est une espèce de poissons de la famille des Galaxiidae, endémique de Nouvelle-Zélande.
En anglais, il est qualifié de « géant » car il s'agit du plus grand poisson de sa famille. Son épithète spécifique « argenteus » (« argenté ») induit toutefois en erreur puisque sa peau est de couleur olive avec des taches dorées.
De manière générale, ce poisson naît dans les rivières, grandit dans l'océan et revient vivre en eau douce. Certaines populations ne vivent toutefois qu'en eau douce. Face au déclin de sa population, Galaxias argenteus est considérée comme une espèce vulnérable par l'Union internationale pour la conservation de la nature.

## Description
À l'âge adulte, Galaxias argenteus a une taille moyenne de 30 à 40 centimètres,. Les poissons de plus de 40 cm sont aujourd'hui rares. Les plus grands poissons sont souvent des femelles. Le plus grand Galaxias argenteus rencontré mesurait 58 cm pour un poids de 2,7 kg, faisant de cette espèces la plus grande de la famille des Galaxiidae,,.

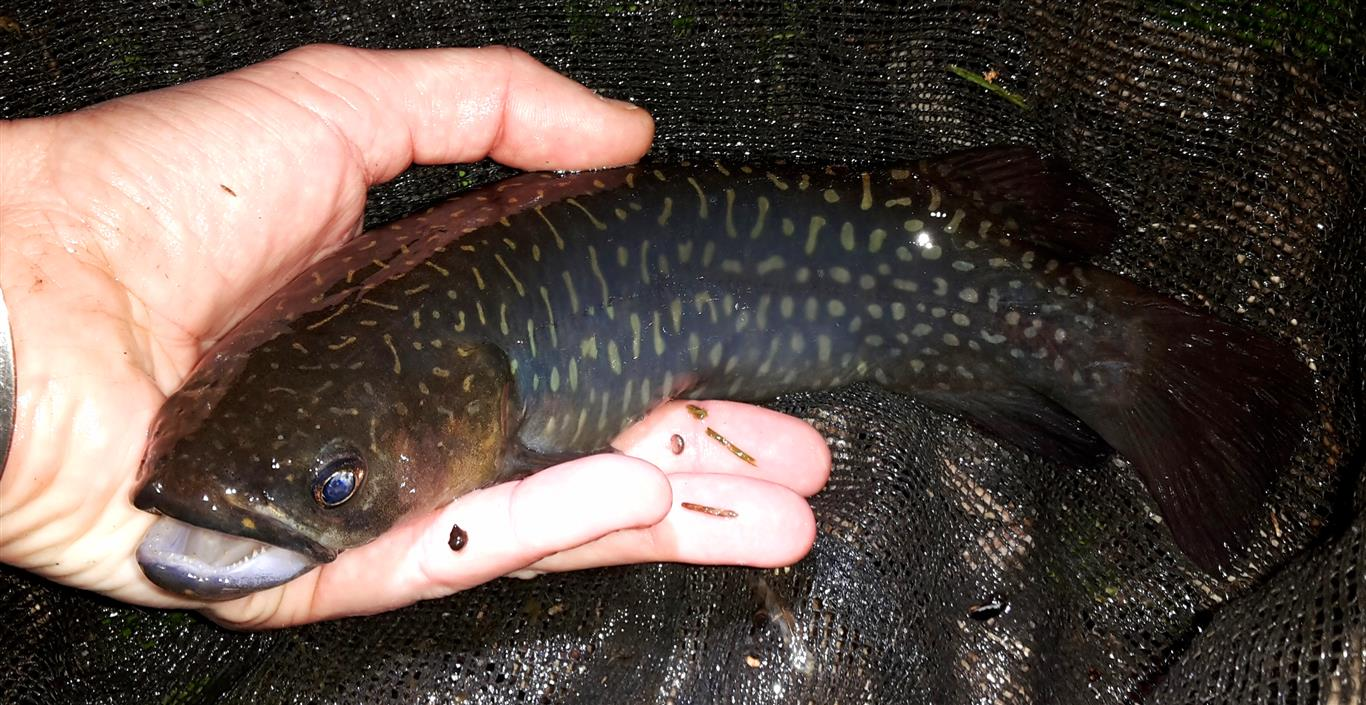
Un poisson de l'espèce Galaxias argenteus, long de 25 cm.

Comme l'ensemble des Galaxiidae, Galaxias argenteus n'a pas d'écaille mais une peau épaisse et tannée, couverte de mucus. Son corps est large, rond ou carré en coupe transversale, avec des nageoires charnues et une grande bouche. Sa peau est généralement de couleur olive-brun, mais peu varié d'une couleur proche du noir à un olive pâle.
Galaxias argenteus adulte est reconnaissable à ses taches, croissants et lignes dorés ou jaune pâle,. Le jeune poisson est parsemé de quelques bandes verticales et taches sur sa ligne latérale. Quand le poisson grandit, ces marques s'allongent et disparaissent alors que les taches adultes apparaissent,. Le jeune peut être confondu avec le kokopu à bandes (en) (Galaxias fasciatus), malgré l'absence de marque argentée derrière les branchies.

## Biologie et écologie
La reproduction de Galaxias argenteus est un phénomène rarement observé par l'homme. Les femelles sont relativement fécondes, pouvant pondre plusieurs milliers d'œufs. La reproduction se déroule en automne et en hiver lorsque les rivières sont à un niveau élevé, généralement entre avril et juin. Comme de nombreux Galaxiidae néo-zélandais, ses œufs sont placés dans la zone riparienne des cours d'eau, sur terre, avant d'être emportés par de nouvelles eaux montantes quelques semaines plus tard,,.
Les œufs éclosent trois à six semaines après la ponte ; les meilleures conditions d'éclosion étant une eau douce à environ 10 °C. Les larves puis les jeunes poissons passent ensuite quatre à six mois dans l'océan, avant de retrouver les eaux douces au printemps. Si le poisson est normalement diadrome,, migrant entre la mer et l'eau douce, certaines populations passent leur cycle de vie complet dans des lacs ou étangs. Le poisson atteint sa maturité sexuelle à l'âge de deux ou trois ans. Certains individus peuvent vivre plus de 20 ans,.
Galaxias argenteus est un poisson principalement nocturne,, particulièrement en hiver. Il se déplace lentement. Lors qu'il chasse, il se cache à l'abri avant de se précipiter sur sa proie. Son alimentation est plutôt variée : le poisson se nourrit d'invertébrés aquatiques, d'insectes terrestres tombant des arbres, d'écrevisses d'eau douce et de petits poissons.

## Répartition et habitat

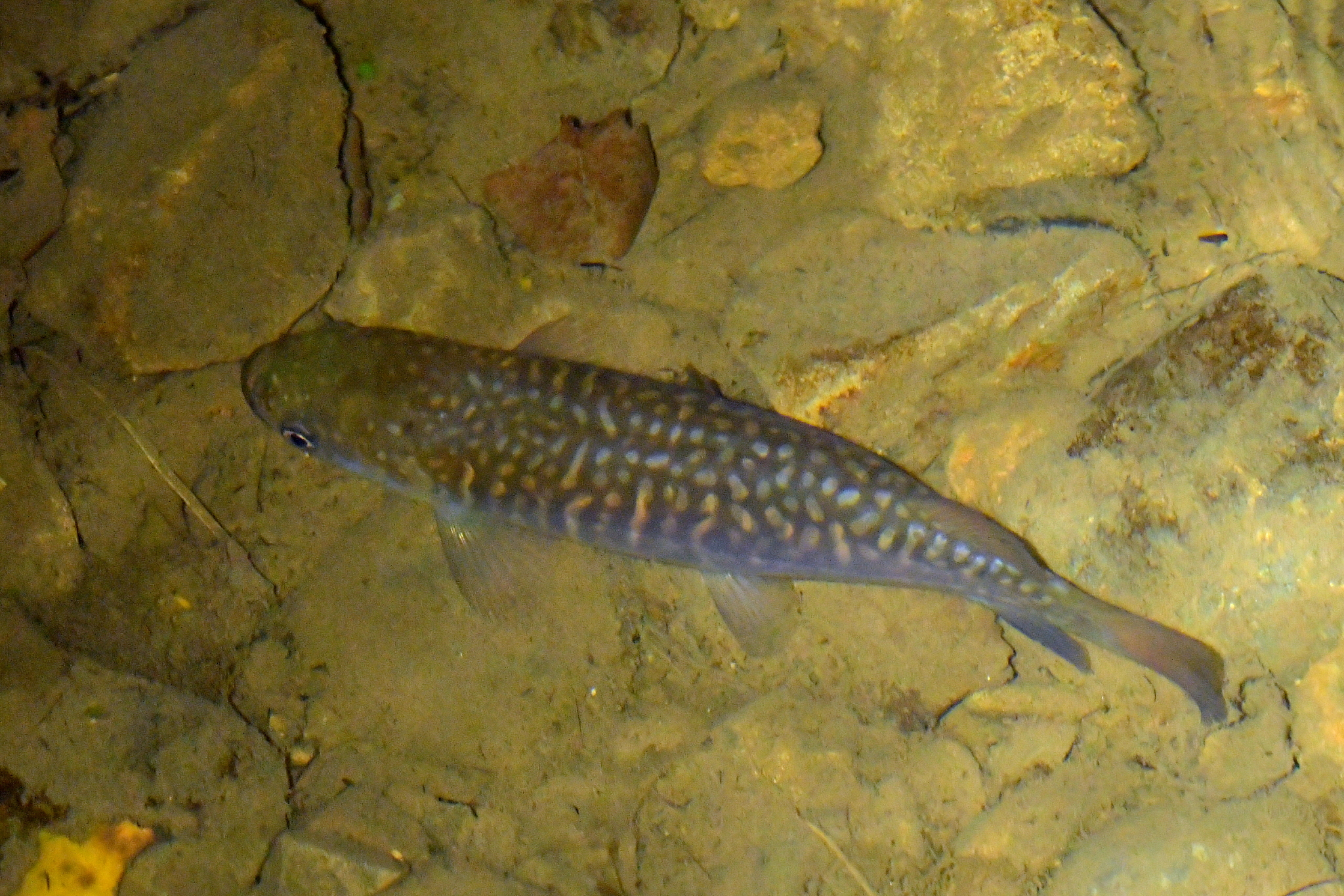
Galaxias argenteus, à proximité de Pauatahanui sur l'île du Nord.

Galaxias argenteus est endémique de Nouvelle-Zélande,,. L'espèce se retrouve aussi bien sur l'île du Nord que sur l'île du Sud, notamment sur leurs côtes Sud et Ouest, ainsi que sur certaines îles voisines (Chatham et Stewart). Elle est toutefois plus rare au nord d'Auckland, en raison des températures élevées. En effet, le poisson préfère vivre dans des eaux dont la température est comprise entre 11 et 15 °C, même s'il est possible de le rencontrer à une température plus élevée.
S'il grandit dans l'océan, Galaxias argenteus vit principalement en eau douce. Son habitat correspond à des cours d'eau profonds, proches des côtes, avec un courant faible, disposant de zones ripariennes ombrageantes et d'endroits pour se cacher (débris végétaux, roches, etc.). On le retrouve notamment dans les zones humides, les lacs et les cours d'eau forestiers, dans des embâcles naturels ou sous les berges.

## Menaces et conservation
Bien que son aire de répartition soit vaste, Galaxias argenteus n'est pas un poisson abondant. L'espèce est considérée comme « vulnérable » par l'Union internationale pour la conservation de la nature et « à risque - en déclin » par le système de classification des menaces de Nouvelle-Zélande. Entre les années 1990 à 2010, on estime qu'environ un quart de sa population a disparu. En raison de l'espérance de vie du poisson (10 à 20 ans), cette diminution pourrait être sous-évaluée.
La principale explication de son déclin est la destruction de son habitat par l'homme. Le poisson est notamment affecté par le drainage des marais et la canalisation des rivières de plaine. Pour ces raisons, Galaxias argenteus a presque disparu de la région de Canterbury, région urbanisée et à l'agriculture intensive où l'espèce était historiquement abondante,. À l'inverse, elle reste relativement commune dans le district de Westland, moins affecté par la présence de l'homme. La pratique de la pêche de la blanchaille (whitebaiting) est également mise en cause, mais son impact n'est pas certain,. Enfin, l'introduction de la truite par les Européens a elle aussi eu un impact sur sa population,,.
L'une des principales actions à mener pour la conservation de l'espèce est la restauration de la végétation riparienne sur les berges des rivières. Par ailleurs, Galaxias argenteus peut se reproduire avec succès en captivité et n'est pas sans potentiel pour l'aquaculture.

## Taxinomie et dénominations

### Taxinomie

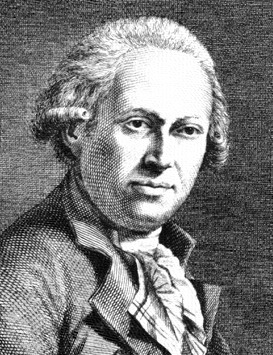
L'espèce est formellement décrite par Johann Friedrich Gmelin en 1789.

Le nom valide complet (avec auteur) de ce taxon est Galaxias argenteus (Gmelin, 1789).
L'espèce est formellement décrite en 1789 par le naturaliste allemand Johann Friedrich Gmelin, qui la nomme Esox argenteus et la classe donc dans le genre des brochets (Esox). C'est le biologiste français Georges Cuvier qui reconnaît qu'il ne s'agit pas d'un brochet et la classe dans un nouveau genre « Galaxias », nommé en référence aux marques dorées du poisson pouvant rappeler une galaxie. Malgré sa couleur, l'espèce conserve son épithète spécifique « argenteus » (« argenté ») donnée par Gmelin.

### Synonymes
Galaxias argenteus a pour synonymes :
- Esox alepidotus Forster, 1801
- Esox argenteus Gmelin, 1789
- Galaxias alepidotus (Forster, 1801)
- Galaxias forsteri Valenciennes, 1846
- Galaxias grandis Haast, 1873
- Galaxias kokopu Clarke, 1899

### Noms vernaculaires
En anglais, Galaxias argenteus porte le nom de giant kokopu (« kokopu géant »). Le qualitatif de « géant » renvoie à sa taille, la plus importante pour cette famille de poissons à l'échelle néo-zélandaise voire mondiale. En maori, kōkopu porte un macron qui indique une voyelle longue. Cette orthographe avec macron est aujourd'hui largement utilisée en anglais de Nouvelle-Zélande pour cet emprunt lexical,.
En Nouvelle-Zélande, l'espèce est parfois appelée native trout (« truite autochtone ») ou Māori trout (« truite maorie »).

### Publication originale
- Johann Friedrich Gmelin, Systema Naturae per regna tria naturae, secundum classes, ordines, genera, species; cum characteribus, differentiis, synonymis, locis, vol. 1, 1789, 13e éd., p. 1393